# Лим, Сабрина
Лим Льёнгкунь, Линь Лянцзюнь (кит. трад. 林亮君, хокло Lîm Liōng-kun; род. 25 декабря 1989 года, Тайбэй, Тайвань); также известна как Сабрина Лим (англ. Sabrina Lim) — политический деятель Тайваня, Председатель партии «Новая сила» с 20 августа 2019 — 8 ноября 2019 года.

## Биография
Льёнгкунь родилась 25 декабря 1989 года в столице Тайваня городе Тайбэе. Имеет дальнее родство с Мяо Боя — членом социал-демократической партии Тайваня.
Окончила[когда?] начальную школу Бали «Священное Сердце», Среднюю школу Священного Сердца для девочек при Центральном Китае, Среднюю школу Чжуншань для девочек.
В 2010 году она прошла по конкурсу Фонда Формозы (англ. Formosa Foundation, США) и была зачислена на восьмой поток в «Учебный лагерь послов доброй воли» этого фонда, который успешно окончила.
Окончила[когда?] бакалавриат делового администрирования Национального Тайваньского педагогического университета.
В 2017 году Линь Лянцзюнь защитила степень магистра в Институте науки, технологии и права Университета Цинхуа.

## Политическая карьера
В 2014 году Лин Лянцзюнь, будучи активисткой Альянса Практиков Конституции 133 и занимаясь экологической повесткой, участвовала в организации сбора подписей по отстранению от должности Ву Юшенга.
Ранее 2018 года Линь Лянцзюнь работала помощником члена Демократической прогрессивной партии в городском совете Тайбэя Цзянь Юйяна и являлась одним из инициаторов движения Taiwan March.
В 2018 году она работала специальным помощником Линь Чанцзуо в офисе Конгресса.
В январе 2018 года Лим объявила о намерении баллотироваться от четвёртого избирательного округа городских советников Тайбэя (районы Чжуншань и Датун).
В ноябре 2018 года она была избрана членом городского совета Тайбэя.
20 августа 2019 года, Лим была избрана председателем партии «Новая сила». Сюй Юнмин, отказавшийся признать результаты выборов, устроил переворот и возглавил партию.
8 ноября 2019 года, чтобы избежать преследований со стороны Сюй Юнмина объявила о выходе из партии.
1 августа 2020 года Сюй Юнмин был обвинён в коррупции и арестован судом. Лим Лянцзюнь не смогла восстановиться на посту председателя партии, потому что уже вышла из неё.
В ноябре 2022 года Лим была снова избрана депутатом городского совета Тайбэя в том же четвёртом округе.